# Шун Накамура
Шун Накамура (яп. 中村 駿; нар. 24 лютого 1994, Тіба, Японія) — японський футболіст, півзахисник «Джубіло Івата».

## Життєпис
Футболом розпочав займатися у Вищій школі Нарашино та Університеті Комазава. У 2016 році за аматорським контрактом приєднався до «Зеспакусацу Ґумма» з Джей-ліги 2. У березні того ж року, у зв'язку з політикою розвитку молоді клубу, розглялася можлвість перехід в оренду в «Тонан Маебасі» з Першого дивізіону футбольної ліги Канто. Одного разу його ім'я з'явилося на офіційній сторінці Маебасі, але трансфер був відкладений, оскільки інший півзахисник Тьяго отримав травму під час тренування напередодні переходу Шуна, через що трансфер зірвався. 7 червня того ж року мтало відомо, що Накамура отримав професійний контракт. Загалом за команду провів 34 матчі, в яких відзначився 4-ма голами
У 2017 році підписав повноцінну угоду з «Монтедіо Ямаґата», де виступав до кінця 2020 року. У футболці «Монтедіо» зіграв 141 матч у чемпіонаті, в яких відзначився 17-ма голами
23 грудня 2020 року перебрався до «Сьонан Бельмаре» з Джей-ліги 1. Однак через травму зіграв лише в 11 іграх чемпіонату та 1 кубковій грі за «Шонане». 13 липня 2021 року було оголошено про перехід до «Авіспа Фукуока», також з вищого дивізіону японського чемпіонату. 4 листопада 2023 року допоміг «Авіспі» вийти у фінал Кубку Ліги, в якому його команда з рахунком 2:1 перемогла «Урава Ред Даймондс».
5 січня 2024 року стало, що Шун переходить до «Джубіло Івата».

## Статистика виступів

### Клубна
Станом на 5 March 2022.
| Клуб                | Сезон             | Ліга              | Ліга  | Ліга | Кубок            | Кубок            | Кубок ліги      | Кубок ліги      | Інші  | Інші | Загалом | Загалом |
| Клуб                | Сезон             | Дивізіон          | Матчі | Голи | Матчі            | Голи             | Матчі           | Голи            | Матчі | Голи | Матчі   | Голи    |
| Японія              | Японія            | Японія            | Ліга  | Ліга | Кубок Імператора | Кубок Імператора | Кубок Джей-ліги | Кубок Джей-ліги | Інші  | Інші | Загалом | Загалом |
| ------------------- | ----------------- | ----------------- | ----- | ---- | ---------------- | ---------------- | --------------- | --------------- | ----- | ---- | ------- | ------- |
| «Зеспакусацу Ґумма» | 2016              | Джей-ліга 2       | 34    | 4    | 2                | 0                | –               | –               | –     | –    | 36      | 4       |
| «Монтедіо Ямаґата»  | 2017              | Джей-ліга 2       | 25    | 4    | 1                | 0                | –               | –               | –     | –    | 26      | 4       |
| «Монтедіо Ямаґата»  | 2018              | Джей-ліга 2       | 38    | 2    | 5                | 0                | –               | –               | –     | –    | 43      | 2       |
| «Монтедіо Ямаґата»  | 2019              | Джей-ліга 2       | 38    | 6    | –                | –                | –               | –               | 2     | 0    | 40      | 6       |
| «Монтедіо Ямаґата»  | 2020              | Джей-ліга 2       | 38    | 5    | –                | –                | –               | –               | –     | –    | 38      | 5       |
| «Монтедіо Ямаґата»  | Загалом           | Загалом           | 139   | 17   | 6                | 0                | 0               | 0               | 2     | 0    | 147     | 17      |
| «Сьонан Бельмаре»   | 2021              | Джей-ліга 1       | 11    | 0    | –                | –                | 1               | 1               | –     | –    | 12      | 1       |
| «Авіспа Фукуока»    | 2021              | Джей-ліга 1       | 13    | 0    | –                | –                | –               | –               | –     | –    | 13      | 0       |
| «Авіспа Фукуока»    | 2022              | Джей-ліга 1       | 1     | 0    | 0                | 0                | 0               | 0               | 0     | 0    | 1       | 0       |
| «Авіспа Фукуока»    | Загалом           | Загалом           | 14    | 0    | 0                | 0                | 0               | 0               | 0     | 0    | 14      | 0       |
| Усього за кар'єру   | Усього за кар'єру | Усього за кар'єру | 198   | 21   | 8                | 0                | 1               | 1               | 2     | 0    | 209     | 22      |

1. ↑  Плей-оф за місце в Джей-лізі 1/Джей-лізі 2

## Досягення
«Авіспа Фукуока»
- Кубок Джей-ліги
  -  Володар (1): 2023